# Navina Omilade
Navina Omilade (* 3. November 1981 in Mönchengladbach) ist eine ehemalige deutsche Fußballspielerin. Die Mittelfeldspielerin war von 1998 bis 2013 in der Bundesliga und von 2001 bis 2010 für die A-Nationalmannschaft aktiv. Nach Stationen in Brauweiler und Potsdam spielte sie zuletzt in Wolfsburg. Mittlerweile ist Omilade für das Ü35-Team des FC Bayern München, das sie im Jahr 2017 ins Leben gerufen hat, engagiert.
Von Juni 2022 bis Juni 2025 saß sie im Aufsichtsrat der KSV Holstein von 1900 e. V.

## Karriere

### Vereine
Omilade begann 1987 mit dem Fußballspielen. Bis zu ihrem 13. Lebensjahr spielte sie bei Rot-Weiß Hockstein gemeinsam mit Jungen. Ihre ersten Schritte im Mädchenfußball erfolgten beim FSC Mönchengladbach. Dort wurde sie auch für ihre späteren DFB-Einsätze entdeckt.
Mit 16 Jahren wechselte sie zum Bundesligisten FFC Brauweiler Pulheim und spielte vier Jahre für diesen Verein. Ab dem Jahre 2002 spielte sie beim 1. FFC Turbine Potsdam und gewann zahlreiche Titel. Im Sommer 2007 suchte sie eine neue Herausforderung und wechselte zum Ligakonkurrenten VfL Wolfsburg. Zum 30. Mai 2013 beendete sie ihre Profikarriere.
Das im Jahr 2017 von ihr gegründete Ü35-Team des FC Bayern München wird auch von ihr geleitet und besteht u. a. mit Bianca Rech und Kathrin Lehmann, aus ehemaligen Nationalspielerinnen und ehemaligen Spielerinnen der Bundesliga und 2. Bundesliga.
2018 und 2019 gewann das Ü35-Team des FC Bayern München jeweils den zweitägigen Wettbewerb um den DFB-Ü35-Frauen-Cup in Berlin.

### Nationalmannschaft
Ihr Debüt für die A-Nationalmannschaft gab sie 2001 gegen die italienische Nationalmannschaft. Dem Kader angehörig gewann sie mit der A-Nationalmannschaft 2001 die Europameisterschaft.
Sie errang ferner im olympischen Fußballturnier 2004 die Bronzemedaille und erhielt dafür im Jahre 2005 das Silberne Lorbeerblatt. Bei der Europameisterschaft 2005 verteidigte sie mit der Nationalmannschaft den Titel.

## Erfolge

### Nationalmannschaft
- Europameister 2001, 2005
- Olympische Bronzemedaille 2004
- U 18-Europameister 2000

### Vereine
1. FFC Turbine Potsdam
- Champions-League-Sieger 2005
- Deutscher Meister 2004, 2006
- DFB-Pokal-Sieger 2004, 2005, 2006

VfL Wolfsburg
- Champions-League-Sieger 2013
- Deutscher Meister 2013
- DFB-Pokal-Sieger 2013

## Sonstiges
2006 wurde Navina Omilade Schirmherrin der bis 2012 gezeigten Wanderausstellung „BallArbeit – Szenen aus Fußball und Migration“ der Projektgruppe Flutlicht. Im Europäischen Jahr des interkulturellen Dialogs 2008 engagierte sich Omilade als Botschafterin in Deutschland. Ziel der Kampagne der Europäischen Kommission war es, die Menschen in allen 27 EU-Ländern über die Vorteile von Vielfalt zu informieren und sie für einen interkulturellen Austausch zu begeistern. Außerdem übernahm sie 2008 die Schirmherrschaft des Wettbewerbs „Anstöße geben – Organspende schenkt Leben“.
Seit 2013 engagiert sich Omilade bei Show Racism the Red Card-Deutschland e. V. Im März beteiligte sie sich bei einem Workshop der Bildungsinitiative und berichtete den Schülern und Schülerinnen über ihre eigenen Erfahrungen mit Rassismus und Diskriminierung.
Im Juli 2014 gründete sie gemeinsam mit ihrer ehemaligen Mannschaftskollegin Conny Pohlers die Sportmanagement-Agentur mainsoccer GmbH. Die mainsoccer war eine Agentur exklusiv für den Frauenfußball und betreute Spielerinnen und Vereine. Parallel arbeitete sie noch im Marketing des Mutterunternehmens. 2016 wechselte sie zum Bayerischen Fußball-Verband und arbeitete dort bis Januar 2020 in der Frauen- und Mädchenabteilung.
Seit Februar 2020 arbeitet Omilade für die IKK Nord im Sportmarketing und betreut die zahlreichen Sportkooperationen der Krankenkasse. U.a. ist die IKK Nord Gesundheitspartner des Fußball-Zweitligisten Holstein Kiel, des Handball-Zweitligisten VfL Lübeck-Schwartau und des Eishockey-Oberligisten Rostock Piranhas.
Seit September 2022 ist sie als Expertin der Frauen-Bundesliga für den Sender Eurosport im Einsatz.